# آيو أيولا أمال
آيو أيولا أمال (بالإنجليزية: Ayo Ayoola-Amale)‏، شاعرة أفريقية ومحامية واختصاصية في حل النزاعات وأمينة مظالم وفنانة بأداء الكلمة المحكية، ويشتهر صوتها بالسلام والتناغم والإنسانية والسريالية والابتكارات الديناميكية في الغنائية والصوت الحشوي.

## سيرتها الذاتية

### نشأتها
وُلدت آيو أيولا أمال باسم آديبيسي آيو آديكيي في جوس في نيجيريا. انضمت لحركة السلام في سن صغيرة جدًا وأصبحت قائدة نادي روتاراكت و«دليل الفتيات» كمراهقة عندما انطلقت مجموعات دليل الفتاة بالتركيز على العمل على قضايا العدل الاجتماعي مثل العنف ضد النساء والفتيات. كانت عضوًا في «نادي روتاري والنساء» في نيجيريا.
كان والدها محاميًا وخريجًا من جامعة لندن وضابط أمن دولة خدم نيجيريا دون أنانية بكونه مستشارًا للأمن الوطني ومستشارًا أمنيًا لنائب الرئيس ومديرًا لأمن الدولة. كُرم بجوائز عدة منها جوائز مخابرات من الولايات المتحدة. يشغل الآن منصب الرئيس التنفيذي لأعلى الأجهزة الأمنية بالإضافة لكونه رئيس شركات أخرى أما والدتها فكانت سيدة أعمال كالأميرة.
في سن العاشرة، انتقلت إلى جنوب نيجيريا مع التعيين الرسمي لوالدها وهناك نشأت في منطقة كانو المخصصة للحكومة بشكل حصري. أحبت آيو القراءة وهي صغيرة فقرأت الكتب بشغف وعلى نطاق واسع. كانت تلميذة في ثانوية سانت لويس في بومباي، كانو. درست الحقوق في جامعة أوبافيمي أوولوو، واستُدعيت إلى نقابة المحامين في عام 1993. ارتادت جامعة لاغوس في وقت لاحق، وهناك حصلت على أول شهادة ماجستير في القانون وتخرجت من جامعة غانا بشهادة ماجستير في القانون (الحل البديل للنزاعات). حصلت على اسم أمال عند زواجها. في وقتنا الراهن  تقيم في أكرا وفي غالب الأحيان تسافر حول العالم في مهام للسلام العالمي وتنقل رسائل ملهمة في الحياة عن السلام والتناغم في أرجاء العالم.

### مهنتها
تُعتبر آيو محامية واختصاصية في حل النزاعات وأمينة مظالم ومنسقة معتمدة ورائدة تدير شركة خدمات لتسوية النزاعات. وهي عضو في المعهد المعتمد للمحكمين في المملكة المتحدة. حصلت آيو على عدة تسهيلات في شهادات محلية ودولية وفي إدارة منظمات غير حكومية وفي الكتابة الإبداعية، وحضرت أيضًا العديد من ورشات العمل الوطنية والمحلية والدولية وندوات عن الكتابة الإبداعية والتقديم. كانت أستاذة محاضرة ورئيسة قسم القانون في كلية الحقوق بجامعة كينغز وجامعة ويسكونسن وكلية جامعة غانا للتكنولوجيا في أكرا، غانا.

### عملها في التعليم
لامست آيو حياة أناس كثر بكونها معلمة وناشطة في مجال السلام واللاعنف وداعية لتعليم السلام والتغير الاجتماعي الإيجابي. لقد رسمت البسمة على وجه المضطهدين الأقل حظًا في المجتمع. ومن خلال مؤسستها، عملت على مشاريع إنسانية عديدة تُعرف باسم «مشروع الشمس التعليمي للمدارس» و«مشروع النور للأعمال الخيرية والاستشارية» و«فريق شعر الأداء الرائع» من المستوى الأساسي إلى مستوى التعليم العالي. كان لهذه المشاريع أثر كبير على حياة العديد من الأطفال والشباب في المجتمع.

### العمل في صناعة السلام
أسست الرابطة النسائية الدولية للسلام والحرية، قسم غانا وتترأسها حاليًا. تُعتبر آيو النائب الأول للرابطة الدولية للمعلمين من أجل السلام العالمي لأفريقيا والرئيس الإقليمي لأفريقيا للجنة الدبلوماسية لرابطة المعلمين الدولية للسلام العالمي (منظمة المجلس الاقتصادي والاجتماعي غير الحكومية – الولايات المتحدة) التي حازت في عام 1987 على جائزة رسول السلام من الأمم المتحدة. تُعتبر  آيو المستشارة الوطنية السابقة في فرع نيجيريا (الرابطة الدولية للمعلمين من أجل السلام العالمي) وشغلت أيضًا منصب نائب الرئيس الدولي السابق لغرب أفريقيا (الرابطة الدولية للمعلمين من أجل السلام العالمي).
تشغل آيو أيضًا منصب نائب رئيس رابطة الوئام العالمي ورئيس رابطة الوئام العالمي في أفريقيا.